# Grzegorz Bronowicki
Grezegorz Bronowicki, född 4 augusti 1980 i Łęczna, Polen, är en polsk fotbollsspelare som sedan 2010 spelar för Ruch Chorzów. Han brukar spela höger ytterback.